# Potdeksel (betimmering)

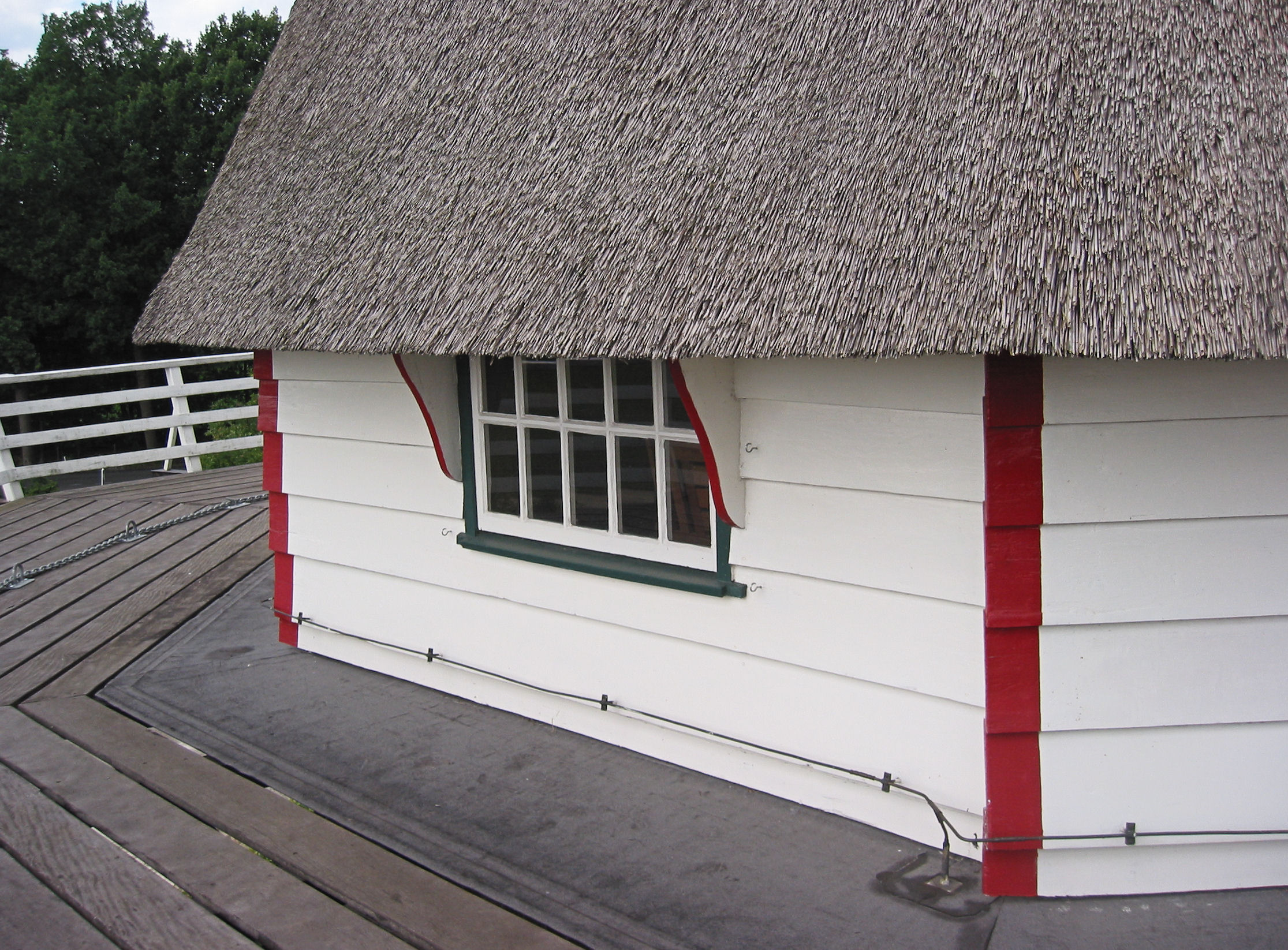
Gepotdekselde onderkant van molen De Hoop

Potdekselen is een houtbouwwijze met horizontale rangschikking van planken.

## Constructie
Planken worden horizontaal aangebracht, waarbij de onderliggende plank iets onder de bovenliggende plank steekt.
Dit wordt overlap genoemd en is bij potdekselen ongeveer 25 mm. Hierdoor wordt een goede afwatering verkregen. 
Een voordeel van potdekselen is dat de planken vrij kunnen uitzetten en krimpen zonder dat de constructie geweld wordt aangedaan. Soms wordt tussen de overlappingen een geteerde draad gedrukt, om de waterdichtheid te verbeteren.

## Zaanse houtbouw

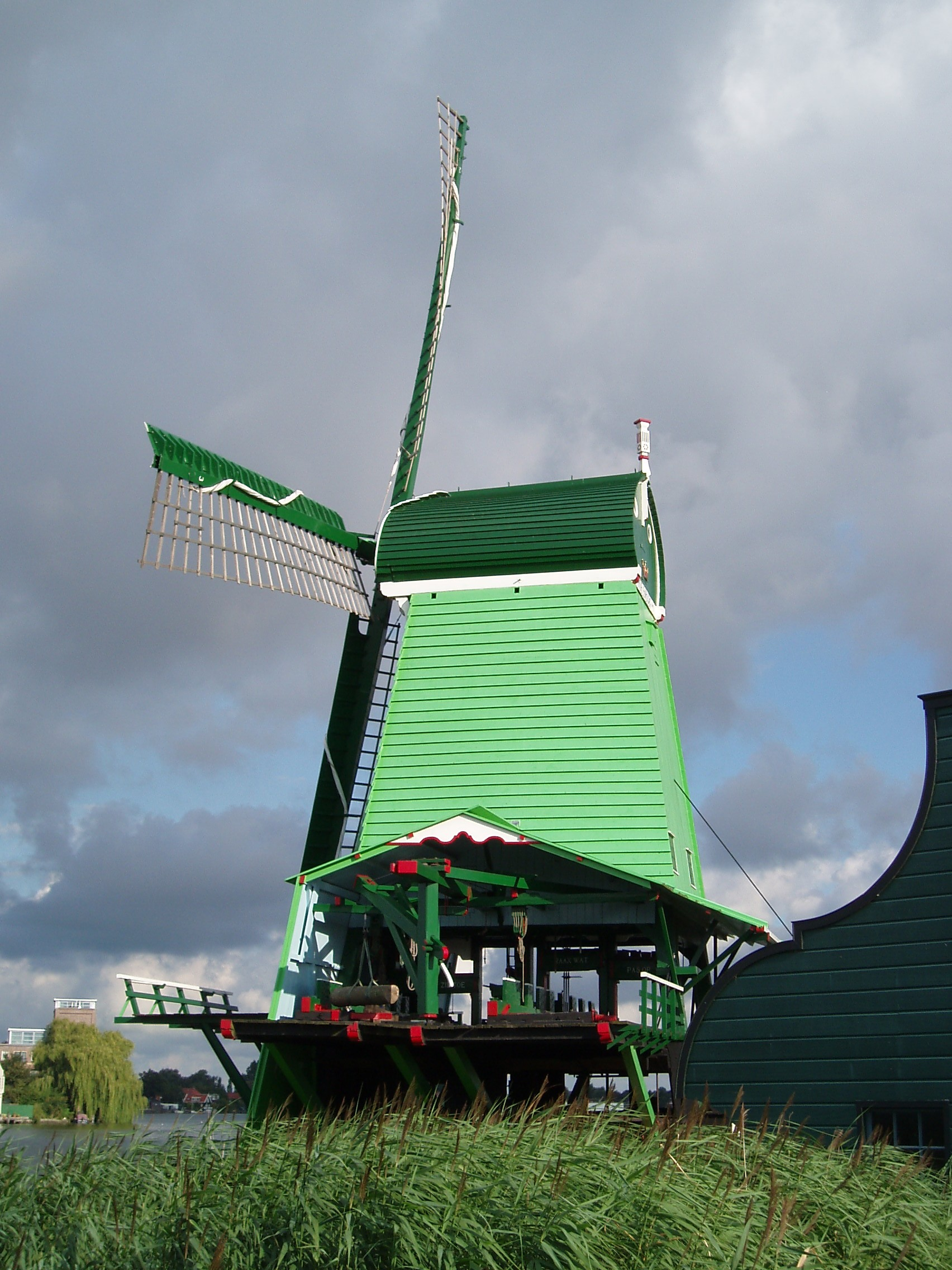
Gepotdekselde zaagmolen De Gekroonde Poelenburg

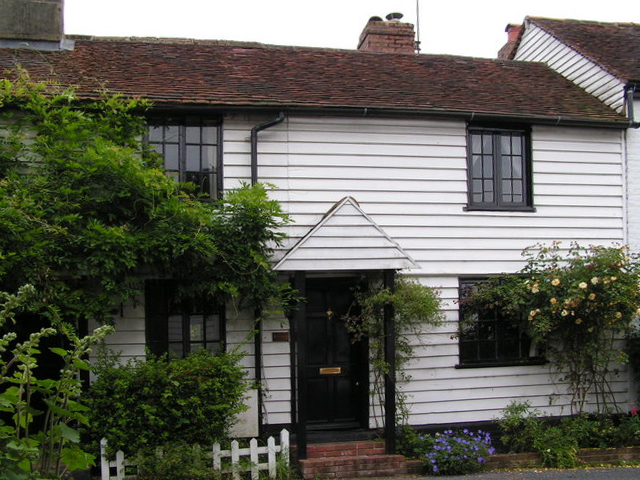
Gepotdekselde Cottage, Petteridge. Komt veel voor in de agrarische delen van west Kent, Engeland

Potdelselwerk kwam in de Zaanstreek in de traditionele houtbouw vrijwel uitsluitend voor en wordt daar getrapte betimmering of "getrapte weeg" genoemd.
De Zaanse houtbouw werd in de Woningwet van 1901 verboden.